# American Film Institute Awards
 (janvier 2021).
Si vous disposez d'ouvrages ou d'articles de référence ou si vous connaissez des sites web de qualité traitant du thème abordé ici, merci de compléter l'article en donnant les références utiles à sa vérifiabilité et en les liant à la section « Notes et références ».
Les American Film Institute Awards (AFI Awards) sont des récompenses qui sont décernées aux États-Unis chaque année depuis 2000 par l'American Film Institute.
Ils honorent les 10 meilleurs films et les 10 meilleures séries télévisées de l'année.

## Catégories de récompense
- 10 meilleurs films de l'année
- 10 meilleures séries de l'année
- AFI Special Awards